# Pedro Urriola
Pedro Alcántara Urriola Balbontín (Santiago, 22 de febrero de 1797 - ibídem, 20 de abril de 1851) fue un político y militar chileno.

## Biografía

### Familia
Hijo de Luis Miguel de Urriola y de Josefa Balbontín de la Torre. Se casó con Rosario Guzmán Fontecilla y, en segundas nupcias, con Carmen Valdivieso Gormaz, con ambas tuvo descendencia.

### Carrera militar
Fue uno de los primeros en enrolarse al ejército patriota y recibió educación militar en las primeras campañas militares de 1813 y 1814. Se batió en la Batalla de Rancagua. En 1816 fue guerrillero de Manuel Rodríguez en Colchagua, siendo parte de los “Húsares de la Muerte”. Participó de la Batalla de Cancha Rayada (1818) y la de Maipú (1818).
Terminada la guerra de independencia, y con el grado de capitán, se dedicó a la agricultura, hasta 1828, año en que volvió al ejército. En 1830 fue ascendido a teniente coronel y al año siguiente, nombrado oficial mayor del Ministerio de Guerra y Marina. 
En 1832 fue coronel e intendente interino de Santiago. En 1833 se le confió la comandancia general de armas de Colchagua, hasta 1838. Aquel año participó de la guerra contra la Confederación Perú-Boliviana, batiéndose en el Combate de Portada de Guías. A su retorno a Chile volvió a vivir de la agricultura, hasta 1846.
Fue nombrado por el general Manuel Bulnes comandante del batallón Chacabuco (1849), a pesar de su ideología liberal. Sin embargo, su punto de vista liberal podía transar con la figura de Bulnes, pero no con la combatida candidatura de Manuel Montt, por lo que se alejó del gobierno y se mezcló en los movimientos revolucionarios de 1850 y encabezó la revolución del 20 de abril de 1851, muriendo en combate ese mismo día en las calles de Santiago.

### Carrera política
Fue Ministro de Guerra y Marina (1832), bajo el gobierno de José Joaquín Prieto Vial. Elegido Diputado por Caupolicán en 1825.
Electo Senador por la provincia de Colchagua (1831-1843), siendo parte de la Comisión permanente de Guerra y Marina. Al mismo tiempo fue elegido Diputado por Linares (1840-1843), teniendo los últimos tres años, ambos cargos.
En 1843 fue elegido Diputado por Santiago, conservando el cargo por un período, e integrando la Comisión permanente de Hacienda e Industrias.